# Acidofilia
Acidofilia – dziesiąty studyjny album polskiej grupy Acid Drinkers. Nagrań dokonano w Laronermma Recording Institute w Poznaniu. Perkusję nagrano w Deo Recording Studio w Wiśle, gitary i bas w Domu Kultury Taklamakan w Opalenicy, a wokale w Larronerma Recording Institute w Poznaniu. Wszystko pod okiem Jacka Chraplaka. Album wydany został przez Sony Music Entertainment Poland 13 maja 2002 roku. Płyta dotarła do 25. miejsca na liście OLiS w Polsce. 
Nazwę Acidofilia wymyślił Dariusz „Maleo” Malejonek z ówczesnego Houka.

## Lista utworów
1. „Intro” – 0:24
2. „Disease Foundation” – 4:18
3. „Drunk Eyes” – 4:56
4. „Pig to Rent” – 3:47
5. „Be Careful with This Gun, Daughter!” – 4:36
6. „Hydrogen” – 5:10
7. „Stick Around” – 4:31
8. „Edmund's Hypocrisy” – 3:57
9. „Damned Diamonds” – 4:22
10. „Propaganda” – 5:07
11. „Acidofilia” – 5:55

## Twórcy
Źródło.
- Tomasz „Titus” Pukacki – wokal prowadzący, gitara basowa, teksty utworów 1–3, 5, 7–11
- Przemysław „Perła” Wejmann – gitara, wokal wspierający, teksty utworów 4 i 6, realizacja nagrań, miksowanie, opracowanie graficzne, opracowanie okładki
- Dariusz „Popcorn” Popowicz – gitara
- Maciej „Ślimak” Starosta – perkusja, realizacja nagrań, miksowanie, opracowanie okładki
- Jacek Chraplak – realizacja nagrań, miksowanie
- Grzegorz Piwkowski – mastering
- Krzysztof Tokarski – opracowanie graficzne, opracowanie okładki
- Tomasz Mielcarz – zdjęcia
- Steve Wallet – tłumaczenie tekstów utworów na język angielski